# المجانو
المجانو (به اسپانیایی: Almajano) یک شهرستان در اسپانیا است که در سریا واقع شده‌است.